# A White, White Day - Segreti nella nebbia
A White, White Day - Segreti nella nebbia (Hvítur, hvítur dagur) è un film del 2019 scritto e diretto da Hlynur Pálmason.
Ha vinto la 37ª edizione del Torino Film Festival. È stato scelto per rappresentare l'Islanda nella categoria per il miglior film internazionale ai premi Oscar 2020, senza però riuscirvi. Per questo film Ingvar Sigurdsson ha ricevuto una candidatura agli European Film Awards come miglior attore protagonista, e ha vinto il Rising Star Award al Festival di Cannes 2019.

## Trama
In una remota cittadina della gelida Islanda, Ingimundur è un capo di polizia in congedo dopo la scomparsa della moglie in un inspiegabile incidente stradale. Quando viene ritrovata una scatola con alcuni effetti personali della donna, Ingimundur inizia a sospettare che lei lo tradisse con un uomo del posto. Lentamente la ricerca della verità diventa ossessione e inevitabilmente l'uomo inizia a mettere in pericolo se stesso e i propri cari.

## Distribuzione
Il film è stato presentato in anteprima alla Settimana internazionale della critica del 72ª edizione del Festival di Cannes il 16 maggio 2019, venendo distribuito nelle sale cinematografiche islandesi a partire dal 6 settembre dello stesso anno, in quelle danesi dal 5 dicembre e in quelle svedesi dal 7 febbraio 2020. Verrà distribuito nelle sale cinematografiche italiane da Trent Film a partire dal 28 ottobre 2021.

## Riconoscimenti
- 2019 - European Film Awards[2]
  - Candidatura per la miglior attore a Ingvar Eggert Sigurðsson
- 2019 - Torino Film Festival[3]
  - Miglior film